# Nøtterøy
Gmina Nøtterøy (norw. Nøtterøy kommune) – norweska gmina leżąca w regionie Vestfold. Jej siedzibą jest miasto Borgheim.
Nøtterøy jest 417. norweską gminą pod względem powierzchni.

## Demografia
Według danych z roku 2005 gminę zamieszkuje 20 022 osób. Gęstość zaludnienia wynosi 337,81 os./km². Pod względem zaludnienia Nøtterøy zajmuje 45. miejsce wśród norweskich gmin.
| ludność stan na 1 stycznia 2005 |         |           |        |
|                                 | kobiety | mężczyźni | razem  |
| osób                            | 9741    | 10 281    | 20 022 |
| %                               | 48,65%  | 51,35%    | 100%   |

| wykształcenie stan na 1 października 2004 |        |         |        |        |
|                                           | podst. | średnie | wyższe | niezn. |
| osób                                      | 2330   | 8882    | 4337   | 362    |
| %                                         | 14,64% | 55,82%  | 27,26% | 2,28%  |

## Edukacja
Według danych z 1 października 2004:
- liczba szkół podstawowych (norw. grunnskolar): 13
- liczba uczniów szkół podst.: 2973

## Władze gminy
Według danych na rok 2011 administratorem gminy (norw. rådmann) jest Toril Eeg, natomiast burmistrzem (norw. ordfører, d. borgermester) jest Roar Jonstang.